# Ogród Zoologiczny we Wrocławiu
Ogród Zoologiczny we Wrocławiu (Zoo Wrocław) – ogród zoologiczny znajdujący się przy ul. Wróblewskiego 1–5 we Wrocławiu, otwarty 10 lipca 1865. Jest najstarszym na obecnych ziemiach polskich ogrodem zoologicznym w Polsce. Powierzchnia ogrodu to 33 hektary. Oficjalną nazwą ogrodu jest Zoo Wrocław Sp. z o.o. Pod koniec 2015 Ogród Zoologiczny we Wrocławiu prezentował ponad 10 500 zwierząt (nie wliczając bezkręgowców) z 1132 gatunków (trzecie pod tym względem zoo na świecie). Jest piątym najchętniej odwiedzanym ogrodem zoologicznym w Europie z dziennym rekordem wejść wynoszącym 28 300 osób.

## Zabytkowe budowle wrocławskiego Zoo
W skład budowlanej infrastruktury ogrodu wchodzi kilka wartościowych obiektów, reprezentujących XIX-wieczny historyzm i eklektyzm. Większość budynków z okresu powstania Zoo jest dziełem architektów Karla Schmidta i Alberta Graua.
- Baszta niedźwiedzi – wybudowana w 1863/64, budynek z czerwonej cegły, pierwotnie zgodnie z nazwą były tu prezentowane niedźwiedzie, w latach 70 i 80. XX w. dziki i wilki, na początku XXI w. sowy.
- Dom dużych drapieżców – murowany, z 1874/75. Od powstania do dziś eksponowane były tu duże kotowate, przy czym od początku XXI w. coraz większa ich liczba przeprowadzana jest na nowsze wybiegi.
- Słoniarnia – powstała w 1888, budynek murowany. Oprócz słoni prezentowane tu były także hipopotamy i nosorożce, stąd w czasach niemieckich nosił on nazwę „Dom gruboskórców”. Obecnie są tu słonie, hipopotamy nilowe, hipopotamy karłowate i tapiry anta. Przeznaczenie tej budowli nie uległo większym zmianom od początku jej istnienia.
- Budynek restauracji z 1885, murowany. Obecnie herpetarium.
- Pawilon małp, murowany, powstał w 1887 w stylu mauretańskim. Funkcję pierwotną zachował do dziś, z tym, że znaczna część małp jest dziś eksponowana w kilku młodszych pawilonach, wybiegach.
- Pawilon ptaków z 1889, zachował swą funkcję do dziś. W pawilonie znajdują się rzadkie i zagrożone gatunki ptaków z Azji Południowo-Wschodniej, Ameryki Południowej i Nowej Gwinei[6].
- Domek Nutrii – jeden z nielicznych przedwojennych budynków drewnianych na terenie zoo. Powstał nie później niż w 1890 roku i swojej funkcji zgodnej z nazwą nigdy nie zmieniał.
- Drewniana brama w stylu japońskim, powstała w 1912, znajdująca się w ogrodzeniu Zoo od strony południowej, na wale nadodrzańskim. Jest to jedno z wejść do ogrodu (czynne do lat 60. XX w. i od 2009)[7]
- Wybiegi i schronienia dla niedźwiedzi i fok zbudowane w 1937/38.
- Wybieg i schronienia dla pawianów zbudowane w 1939 roku z bloków granitu karbońskiego ze Strzegomia. Nie zmienił przeznaczenia. W 2010 żyło tu około 50 pawianów masajskich.
- Pawilon przedwojenny, pierwotnie zasiedlony przez strusie, współcześnie przez emu, żurawie i marabuty.
- Budynek przedwojenny, pierwotnie gospodarczy, około 1955 przebudowany na pawilon ryb z akwariami, którą to funkcję pełni do dziś.
- Brama wejściowa z roku 1935 projektu Richarda Konwiarza, będąca modernistyczną parafrazą berlińskiej Bramy Brandenburskiej.

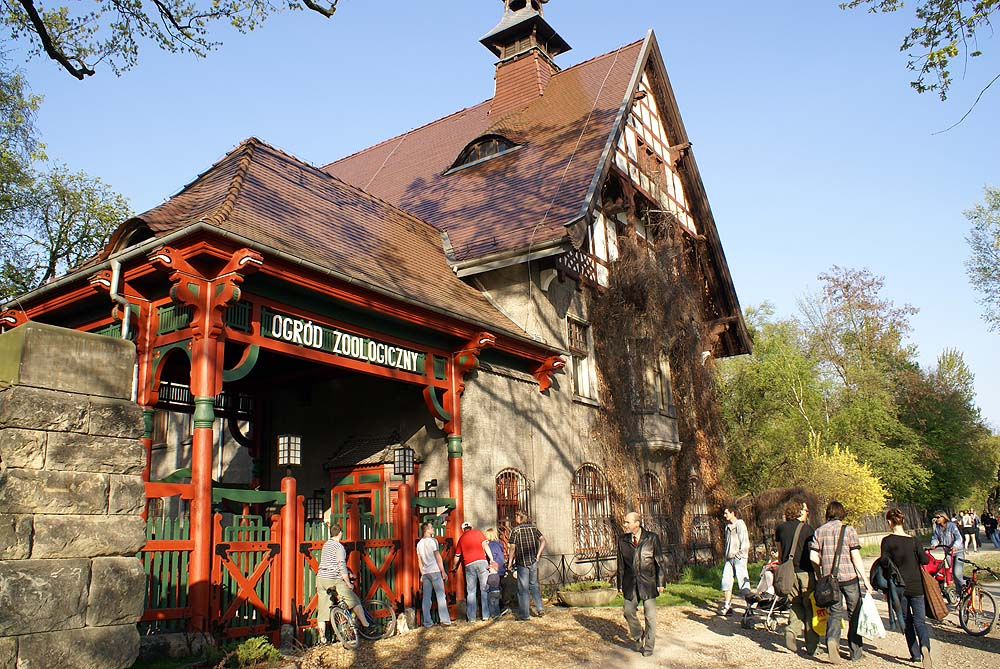
„Brama Japońska” – letnie wejście od strony Odry
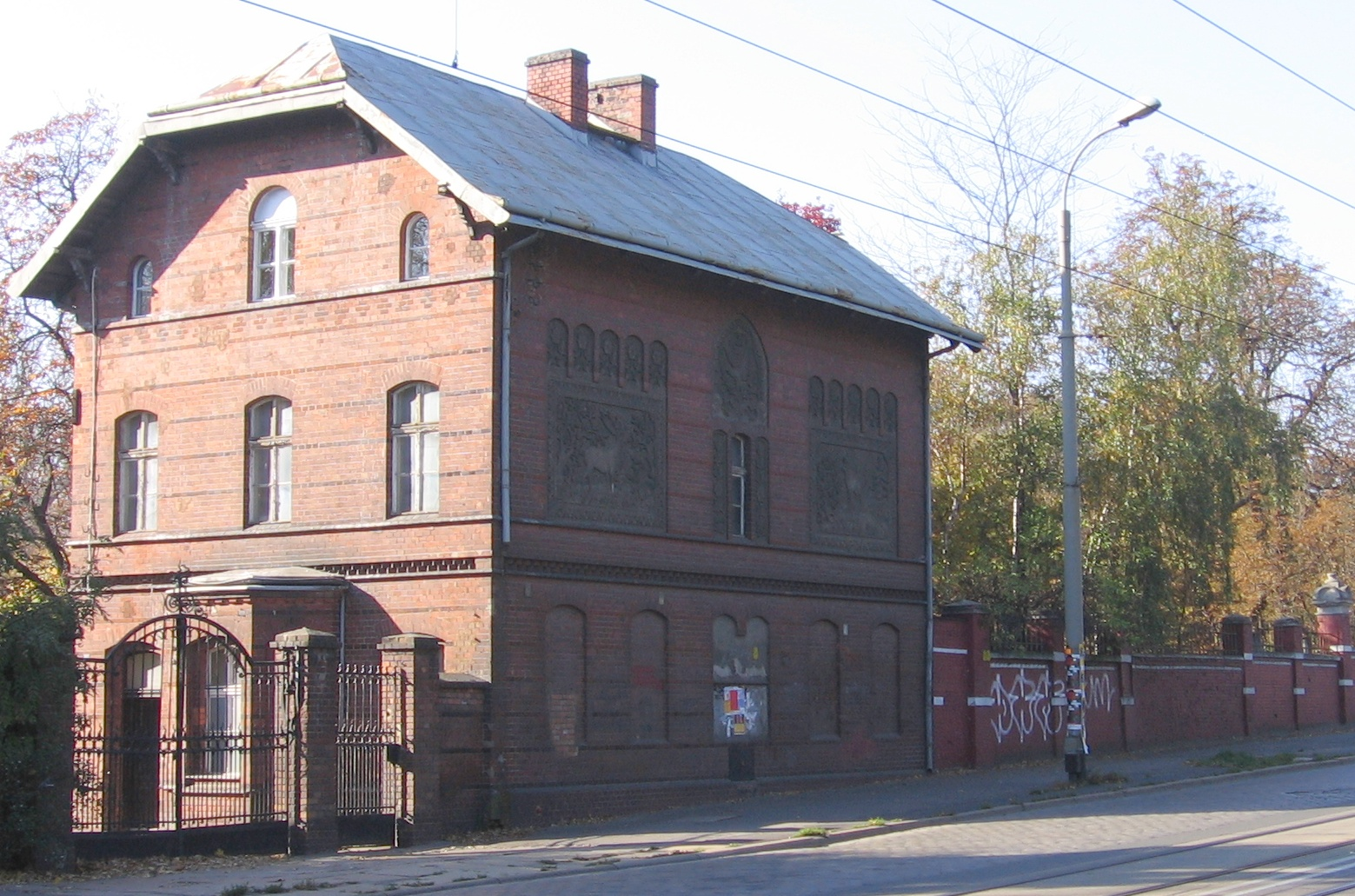
Stare wejście do Zoo – blisko Mostu Zwierzynieckiego
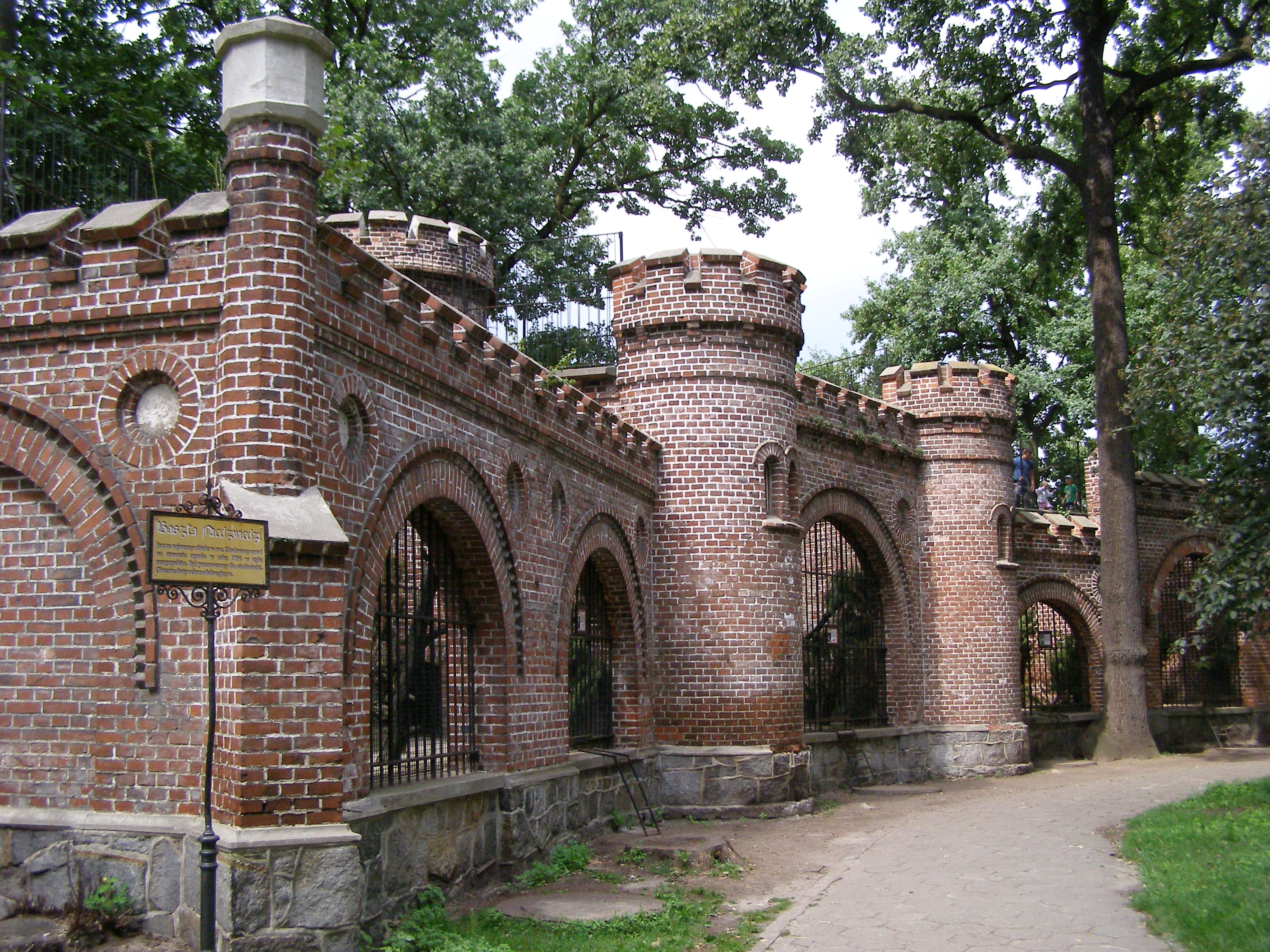
„Baszta Niedźwiedzi” – zabytkowe klatki
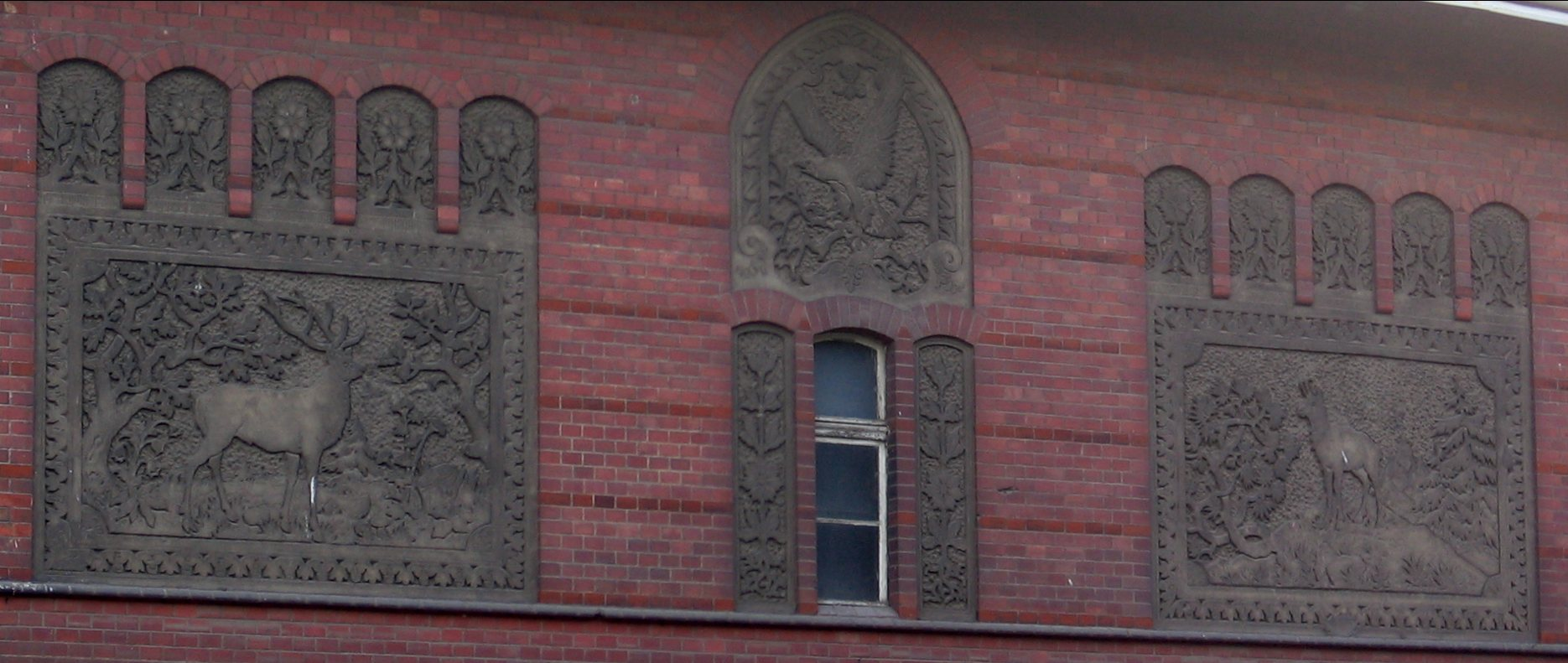
Płaskorzeźby na budynku przy starym wejściu
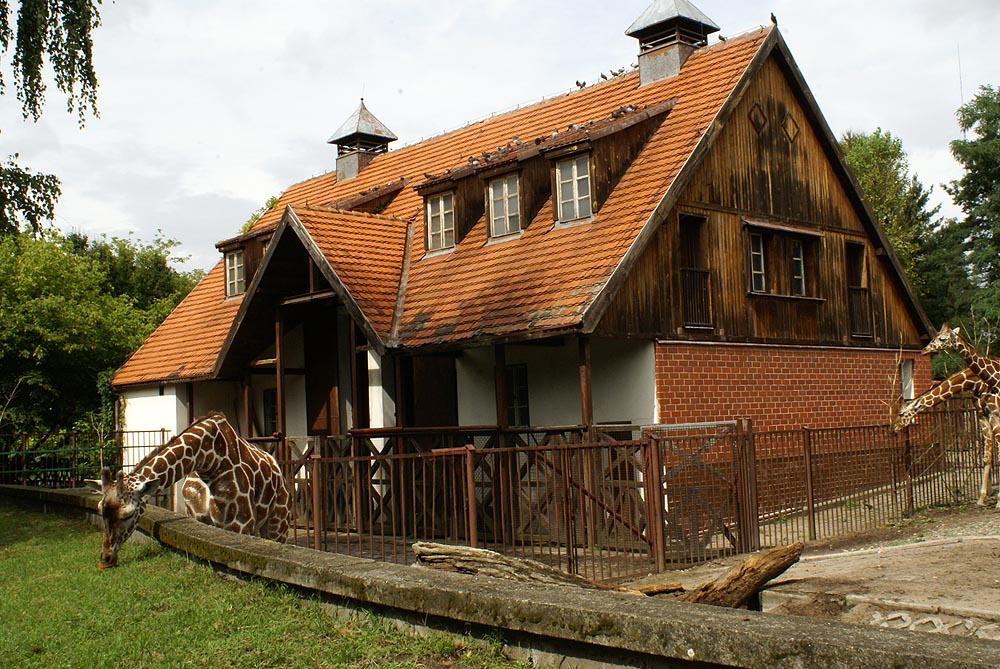
Żyrafiarnia
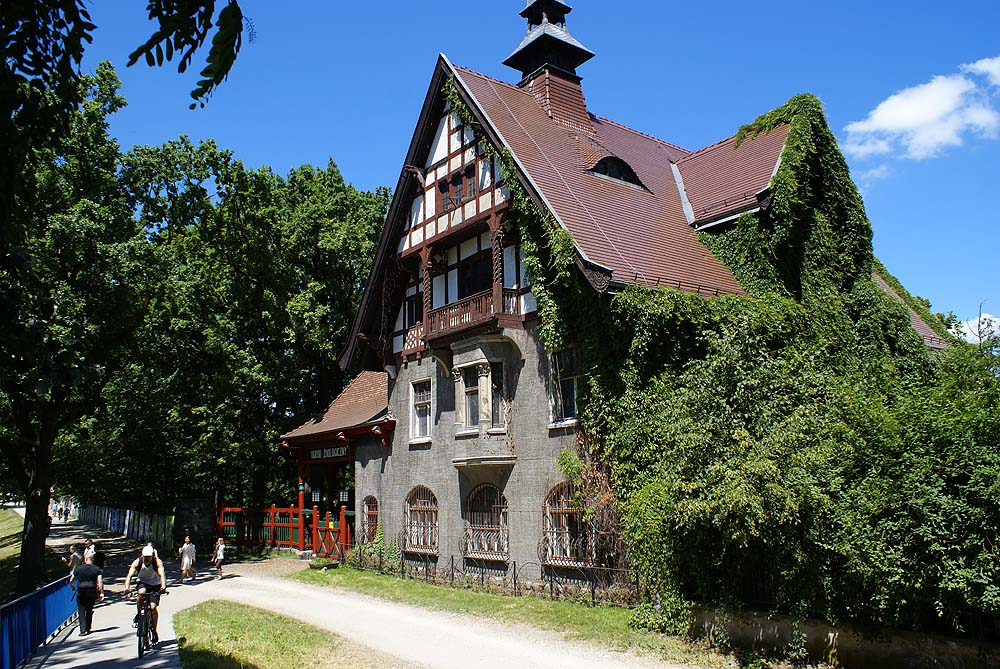
Budynek dyrekcji wrocławskiego ZOO
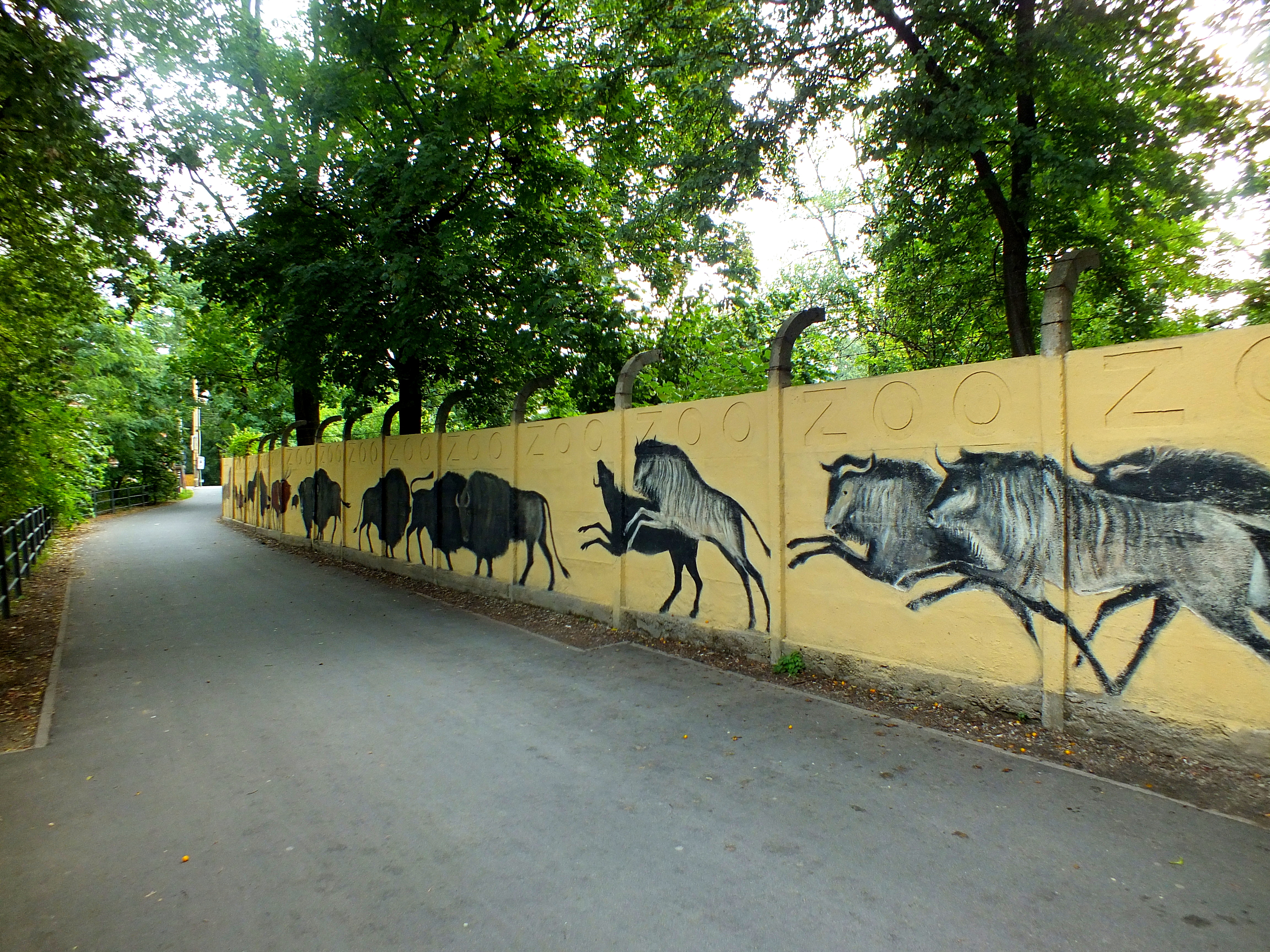
Mural autorstwa Jerzego Wołoszynowicza[8] na ogrodzeniu zoo
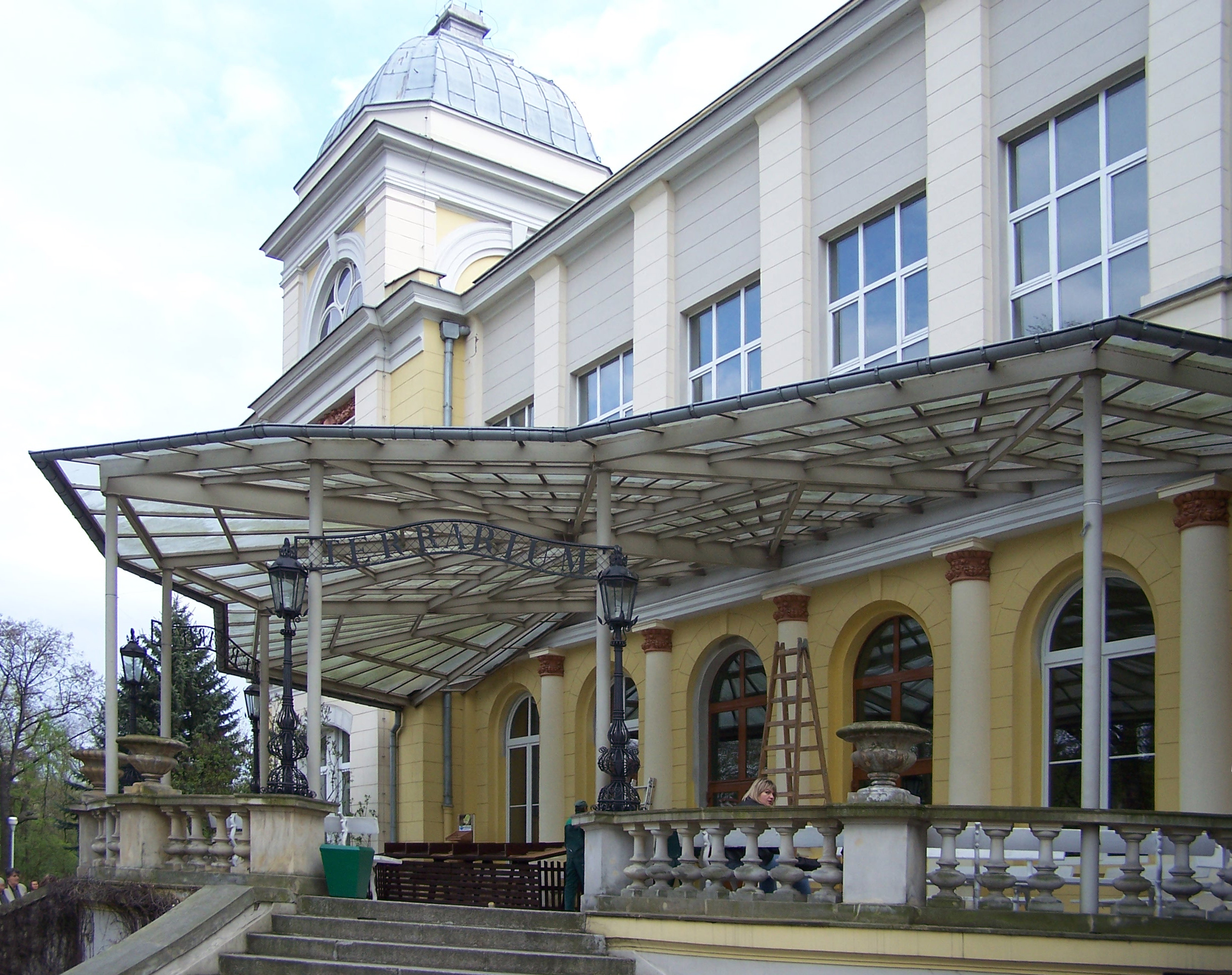
Terrarium

## Historia ogrodu i jego dyrektorzy

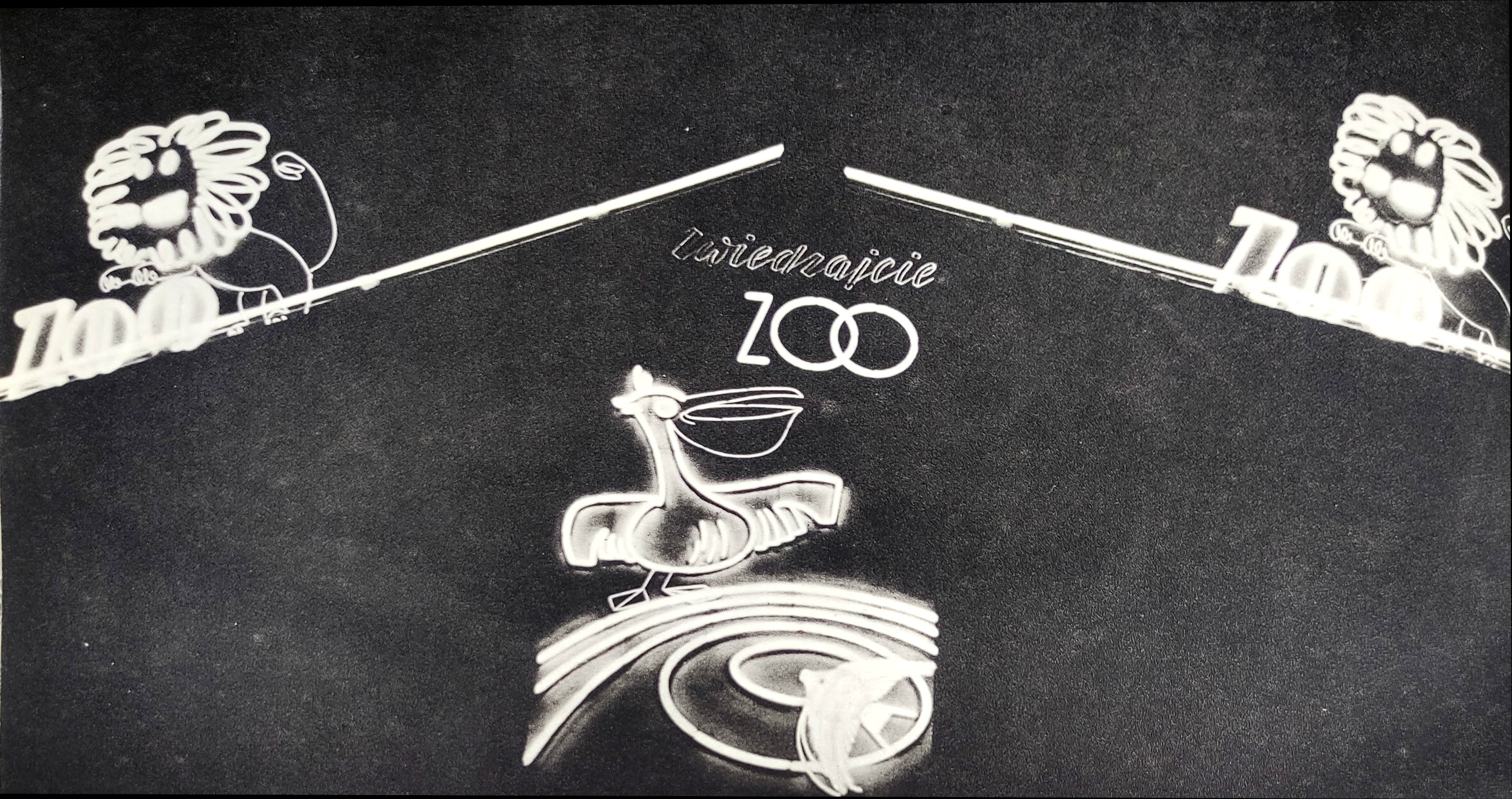
Neony ogrodu po zmierzchu

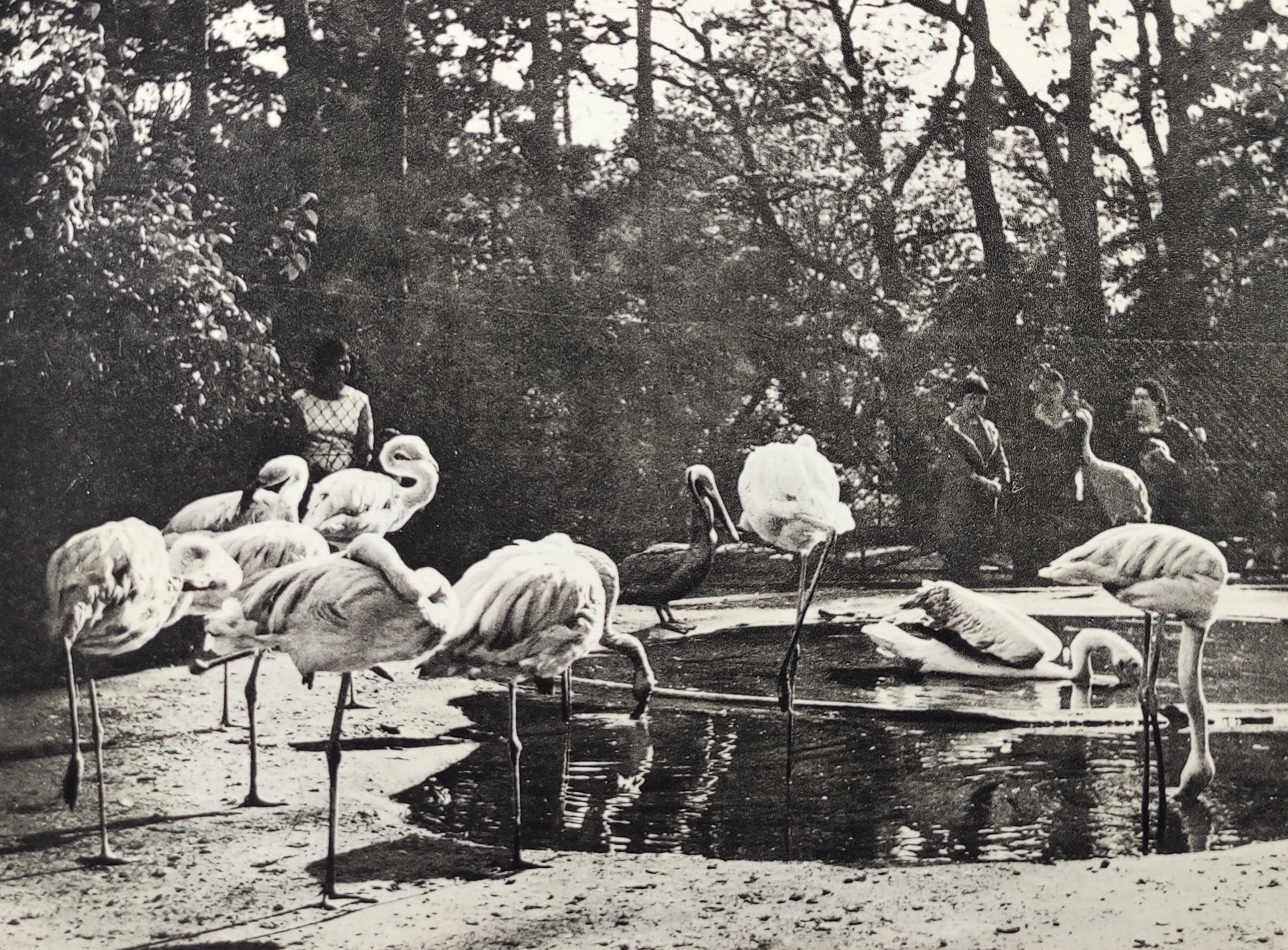
Flamingi, lata 60.

Wrocławskie Zoo istnieje od 1865 do dziś, z dwiema krótkimi przerwami (nie działało w okresie od 1921 do 1 maja 1927 z powodu zubożenia miasta i państwa niemieckiego po I wojnie światowej; teren Zoo był wówczas parkiem, zamknięte też było od kwietnia 1945 do 18 lipca 1948 w związku z oblężeniem Wrocławia i likwidacją zwierząt).

### Franz Schlegel(1864–1882)[9]
Z inicjatywy nadburmistrza Wrocławia, dr. Juliusa Elwangera w 1863 roku rozpoczął prace komitet organizacyjny ds. budowy zoo. Władze miasta przekazały tereny pod projektowany ogród. Projekt ogrodu zoologicznego sporządził Karl Lüdecke. Ogród powstał w sąsiedztwie toru wyścigów konnych, w odległej i niezamieszkałej jeszcze okolicy Parku Szczytnickiego, do której można było dotrzeć z miasta omnibusami i odrzańskimi statkami. Dyrektorem już w trakcie budowy, w 1864 roku, został dr Franz Schlegel, przyrodnik i lekarz. Po dwóch latach budowy, 10 lipca 1865 ogród został otwarty. Wystawiano wówczas 189 zwierząt, m.in. daniele, lamy, niedźwiedzie, sarny, strusie, wielbłądy, wilki i jedną zebrę; w znacznej części (165 okazów) były to dary mieszkańców Wrocławia i okolic. Nie było też wówczas jeszcze trwałych pawilonów wystawienniczych, ani wybiegów, większość infrastruktury stanowiły szopy i stajnie, według Karola Łukaszewicza polskiego powojennego dyrektora Ogrodu „lwy, tygrysy i lamparty mieszkały chwilowo w wozie cyrkowym”. Dzięki wzrastającej popularności ogrodu rosły też jego dochody, umożliwiające rozbudowę tak urządzeń samego ogrodu, jak i zakupy nowych okazów. Nie brakowało także darów, w tym także od polskich magnatów, według Łukaszewicza „książę Sułkowski z Rydzyny ofiarował dwa dziki, Czartoryski – jelenia, Pusłowski ze Słonima – rysia”. W 1875 roku zwierzyniec liczył blisko 800 okazów; najcenniejszym zakupem z pierwszego okresu istnienia ogrodu był słoń indyjski, którego kupiono w roku 1873 za 450 ówczesnych funtów szterlingów; sumę tę z uwzględnieniem siły nabywczej można porównać z 200 tysiącami funtów z czasów współczesnych. Przybył on do Wrocławia koleją ze Szczecina (wcześniej podróż odbywał z Londynu statkiem) 14 września 1873 i budząc sensację wśród mieszkańców specjalnym wozem z sześciokonnym zaprzęgiem ulicami przez pl. Nowy Targ, wyspę Piasek, Ostrów Tumski, Szczytnicką, Tiergartenstraße (Curie-Skłodowskiej) i most Zwierzyniecki trafił do specjalnie dla niego stworzonej zagrody. W rozpisanym w mieście konkursie na nowe imię najbardziej spodobało się „Theodor”; przeżył on jeszcze we wrocławskim zoo lat piętnaście, do 1888.
Ponieważ sposób zbierania funduszy na zakup słonia – loteria fantowa – była przedsięwzięciem udanym, w kolejnych latach ogłoszono jeszcze następne, na zakup tygrysów i gepardów w roku 1875 i na zakup antylop w 1878.
W 1876 r. zaczęto na terenie Zoo organizować także czasowe pokazy przedstawicieli plemion żyjących z dala od nowożytnej cywilizacji. Zaproszone grupy egzotycznych społeczności demonstrowały folklor i tryb życia swego plemienia. Pokazy cieszyły się wielką popularnością i odbywały się do I wojny światowej.

### Hermann Stechmann(1882–1900)[9]
Dyrektor Schlegel zmarł w 1882 i jego następcą został Hermann Stechmann. Na czasy jego urzędowania przypada szybka rozbudowa ogrodu, liczba zwierząt przekroczyła 1600 egzemplarzy, powstały też istniejące do dziś murowane pawilony: dla zwierząt gruboskórnych (słoni, hipopotamów, nosorożców) w 1887-1888 i ptaszarnia (1889). Wszystkie te obiekty mają obecnie wartość zabytkową, choć nadal są używane zgodnie z planowanym przeznaczeniem. Za jego rządów ogród wzbogacił się o liczne, często niezwykle egzotyczne zwierzęta. W 1894 zakupiono w Liverpoolu okaz wówczas jeszcze bardzo słabo poznanego i budzącego respekt i emocje gatunku – goryla. Była to samica Pussi; przeżyła ona we Wrocławiu aż 7 lat, co było rzadko wówczas spotykanym w innych zwierzyńcach osiągnięciem wrocławskiego ogrodu. Stechmann zapisał w testamencie wrocławskiemu Zoo znaczną kwotę pieniędzy 38 tysięcy marek (cennego i rzadkiego wówczas goryla kilka lat wcześniej kupiono za 2400 marek) .

### Friedrich Grabowsky(1900–1929)[9]
Po Stechmanie kierowanie ogrodem przejął podróżnik i przyrodnik Friedrich Grabowsky. Do I wojny światowej ogród cieszył się wzrastającą popularnością i idącymi za nią wzrastającymi dochodami. W dalszym ciągu organizowano też czasowe pokazy egzotycznych społeczności, w tym pokaz grupy Arabów z Tunezji, w czasie którego Zoo odwiedziło w ciągu jednego dnia 41 tysięcy gości. Jest to największa dzienna liczba gości w całej historii niemieckiego i polskiego zoo. Organizowano także czasowe pokazy egzotycznych zwierząt, z gatunków których nie było wśród stałych mieszkańców ogrodu. Grabowsky organizował też przedsięwzięcia z udziałem ludzi, które zainicjowano w 1876. To w dniu jednego z takich pokazów, w którym brali udział Beduini – 3 lipca 1904 – padł dzienny rekord frekwencji w Ogrodzie: 41,5 tys. zwiedzających. Przedsięwzięć tego rodzaju zaprzestano w roku 1914.
Czas I wojny światowej i pierwsze lata po jej zakończeniu spowodowały śmierć większej (90%) części zwierząt z niedożywienia wywołały poważny kryzys finansowy we wrocławskim Ogrodzie i wymusił sprzedaż wszystkich zwierząt do innych placówek na terenie Niemiec: ogród zamknięto 1 kwietnia 1921, a 7 maja tego roku wywiezione zostały ostatnie zwierzęta. Teren Ogrodu i jego obiekty od tego czasu służyły mieszkańcom jako miejsce wypoczynku i różnego rodzaju imprez rozrywkowych, ale Breslauer Zoologischer Garten Aktiengeselschaft nie splajtowała (m.in. dzięki bezprocentowej pożyczce od miasta), a jej dyrektor nie zaprzestał starań o wznowienie działalności o zasadniczym dla tej spółki profilu. Działania te zakończyły się powodzeniem: na przełomie kwietnia i maja 1927, kiedy kilkunastoma transportami kolejowymi przywieziono do Wrocławia 1850 zwierząt 480 gatunków, po czym 1 maja Ogród wznowił działalność. Przez osiem miesięcy do końca 1927 roku zanotowano 520 tys. zwiedzających, co było ogromnym osobistym sukcesem dyrektora Grabowsky’ego. Nowy ogród powiększono o 3 ha i sprowadzono do niego jako dużą atrakcję jedynego wówczas w europejskich zoo manata.

### Hans Honigmann(1929–1934)[9]
Miasto w czasie dyrekcji Honigmana miało już większość akcji Ogrodu, dlatego następny kryzys gospodarczy, który dotknął Niemcy, i idący w ślad za nim spadek zainteresowania publiczności nie doprowadził do potrzeby zamknięcia zwierzyńca. Nadeszły jednak czasy nazistowskich nagonek na Żydów i osoby żydowskiego pochodzenia; w tej niesprzyjającej dlań atmosferze dyrektor Honigmann zdecydował się wyemigrować do Londynu.

### Martin Schlott(1934–1946)[9]
Doprowadził do rozbudowania tuż przed II wojną światową wybiegów i pomieszczeń dla antylop, zebr i żyraf, skalnego wybiegu dla pawianów (1939, zbudowany z granitu strzegomskiego), basenów dla fok i lwów morskich, wybiegów dla niedźwiedzi (1937/38). Zoo posiadało wówczas prawie dwa tysiące zwierząt .

Uczynienie z Wrocławia twierdzy (Festung Breslau) i walki w jej obronie doprowadziły do zrujnowania wielu budynków i śmierci większości (ok. 85%) zwierząt w ogrodzie. Na karmienie dużych okazów brakowało paszy, potrzebnej zwierzętom gospodarskim i służącym w Wehrmachcie, wiele zwierząt zginęło w czasie ostrzału terenu, zdechło po ucieczce z rozbitych klatek, zginęło z powodu zniszczenia w trakcie walk systemu ogrzewania pawilonów połączonego z wybiciem szyb, a pozostawienie przy życiu dużych zwierząt drapieżnych i słoni mogło natomiast zagrażać niemieckiej ludności i żołnierzom, gdyby wydostały się na wolność, więc je zastrzelono na polecenie władz w połowie lutego i 30 marca . Wrocławianin doktor Herbert Kraeker, towarzyszący grupie saperów która likwidowała zwierzęta tak opisał odstrzał drapieżników: 

Prawdopodobnie wierząc, że dostaną coś do jedzenia, i zachwycone, że znowu widzą ludzi, podeszły ufnie do fosy, ale padł już pierwszy strzał. Pocisk ześliznął się jednak po grubym futrze i z rany pociekł strumyk czerwonej krwi. Drugi pocisk uderzył w sam środek łba. Struga krwi grubości ludzkiego ramienia trysnęła mu z nozdrzy i z pyska, zakołysał się, upadł, ostatnie drgawki i po wszystkim. Inne niedźwiedzie brunatne stały tam na dwóch łapach, ale wycofały się do swoich jam, gdy usłyszały i zobaczyły, co się dzieje. Jedynie przy użyciu kijów oraz wielkiej dozy sprytu i podstępu udało się ponownie wywabić je na zewnątrz. Kolejny uspokajający pocisk, kula w łeb, czasami jeszcze jedna jako cios łaski i te straszne jęki i ryki umilkły. [...] Ryk śmiertelnie rannych zwierząt przerwał ciszę. Wszystkie białe niedźwiedzie w ostatnich spazmach stoczyły się powoli do fosy. Teraz stanęła przed nami reszta czarnych niedźwiedzi azjatyckich, prosząc nas, wdzięcząc się do nas. Na nic się to jednak zdało. Poszliśmy do lwów, lampartów, tygrysów i hien. Ten sam smutny dramat. Były zabijane z bliska i każde z osobna. Próbowały bronić się przed kulami, wymachując swoimi wielkimi łapami. Te królewskie zwierzęta padły martwe u naszych stóp. Nie mieliśmy innej możliwości.

 Do strat doszło też po kapitulacji miasta, w wyniku działań sowieckich maruderów i rodzimych szabrowników, którzy szukali w zoo mięsa. Część zwierząt, w tym wywiezionych do podwrocławskich wsi (np. trzyletni hipopotam nilowy Lorbas, o którym pisał Wojciech Żukrowski w „Córeczce”, także lew Astor) przetrwała jednak wojnę. W sumie wojnę przetrwało 300 osobników. W czerwcu 1945 r.ogród zlikwidowano, a zwierzęta przekazano do Zoo w Poznaniu, Łodzi (przeszło 100 okazów) i Krakowie, skąd niektóre powróciły do Wrocławia po reaktywacji Zoo .

### Karol Łukaszewicz(1947[27]–1966[28])
Po włączeniu Wrocławia do Polski został organizatorem i pierwszym polskim dyrektorem wrocławskiego Zoo. Otwarto je 18 lipca 1948 r. w ramach Wystawy Ziem Odzyskanych , a posiadało ono wówczas zwierzęta z 60 gatunków reprezentowanych przez 150 zwierząt, w tym 84 osobników pochodziło z wrocławskiego ogrodu z czasów niemieckich . Łukaszewicz prawie od podstaw odtworzył kolekcję zwierząt, przeprowadził remont zniszczonych budynków, a w roku 1956 dzięki jego staraniom Zoo otrzymało wielki obszar przylegający od wschodu do dotychczasowego terenu Ogrodu, prawie podwajając swoją powierzchnię (z 14 ha do 26 ha). W czasie Wystawy Ziem Odzyskanych w 1948 udostępnił część budynków na pawilony tejże wystawy, m.in. w obecnym terrarium był „Pawilon Wsi”.
W czasie kadencji Łukaszewicza po raz pierwszy w dziejach tego ogrodu otwarto akwarium (w 1951 r.) ze 130 gatunkami ryb (wykorzystano na to przebudowane poniemieckie obiekty gospodarcze). Pojawiły się wtedy pierwsze na terenie Polski okazy niektórych zwierząt, w tym orangutanów (około 1952), żyraf (1962 r.) i nosorożców z Afryki (1966), a także wydano pierwszy w polskiej historii ogrodu przewodnik po Zoo (1956). Od 1948 do 1965 Zoo wydało także ok. 60 różnych publikacji, w tym naukowych. W 1948 r. odnotowano 300 tys. zwiedzających, a w 1954 r. wrocławskie Zoo miało największą frekwencję na świecie wśród ogrodów zoologicznych .

### Antoni Gucwiński(1966[33]–2006)
Od 1965 do 31 grudnia 2006 dyrektorem naczelnym Ogrodu był dr wet. inż. Antoni Gucwiński, który kierował nim wraz ze swą żoną Hanną. Popularności Ogrodowi w znacznej mierze przysparzał prowadzony stale od 1971 w telewizji państwowej program „Z kamerą wśród zwierząt”. W czasie kierownictwa Gucwińskich powstały m.in. wielka woliera dla ptaków drapieżnych przy ptaszarni (1971), pawilon dla małp człekokształtnych (około 1975), nowoczesny wybieg dla tygrysów (2002). Dla dzieci założono wybiegi ze zwierzętami domowymi, które odwiedzający mogli dotknąć i karmić, a część zwierząt wypuszczano do publiczności na ogrodzonym placu. W 1970 r. Gucwiński doprowadził do przyjęcia wrocławskiej placówki do Międzynarodowej Unii Dyrektorów Ogrodów Zoologicznych (w 2000 r. ta organizacja została przemianowana w Światowe Stowarzyszenie Ogrodów Zoologicznych i Akwariów). 1 stycznia 1971 r. wrocławskie Zoo miało powierzchnię 30 ha i 2498 zwierząt reprezentujących 528 gatunki, a w połowie lat 80. XX w. ponad 7100 zwierząt z 600 gatunków. Dziesięć lat później gatunków było 680, a liczba okazów zmniejszyła się do 5300. Liczba odwiedzających w 1970 r. wyniosła 479 tys. osób.
Dyrektor Gucwiński został zdymisjonowany i z końcem roku 2006 odszedł na emeryturę.

### Radosław Ratajszczak(od 2007 do 28 II 2022)
Wygrał konkurs na dyrektora ogrodu zoologicznego we Wrocławiu i od stycznia 2007 zastąpił we Wrocławiu Antoniego Gucwińskiego. Nowy dyrektor zintensyfikował modernizację ogrodu, mającą na celu poprawę warunków życia zwierząt i dalszą hodowlę zwierząt zagrożonych. Otwarto nowy wybieg dla niedźwiedzi brunatnych, fokarium, wyspy lemurów, pagodę gibbonów i motylarnię. W 2010 roku otwarty został Pawilon Madagaskaru, gdzie eksponowana jest fauna i flora tej wyspy oraz Pawilon Sahary. W kwietniu 2012 roku otwarto wybieg rysi i żbików, znajdujący się w europejskiej części ogrodu, natomiast w październiku tego samego roku udostępniony zwiedzającym został pawilon Terai – budynek nosorożców indyjskich, mundżaków chińskich, gibonów czapników i jelarangów. Największa inwestycja rozpoczęła się w kwietniu 2012, jest to budowa Afrykarium – Oceanarium, w którym eksponowane będą zwierzęta związane ze środowiskiem wodnym pochodzące z Afryki. W ramach tego kompleksu powstał m.in. basen będący najgłębszym na świecie wśród basenów ogrodów zoologicznych – o głębokości 4,5 m, przeznaczony dla pingwinów. W 2012 roku wrocławskie Zoo i 28 innych europejskich ogrodów złożyło aplikacje, którymi ubiegano się o włączenie w program hodowlany okapi. Decyzją dziewięcioosobowej komisji Zoo Wrocław i dwa inne obiekty zostały wybrane do hodowli tego prestiżowego gatunku i od 11 grudnia 2013 roku w Zoo znajdują się dwa samce okapi, jedyni przedstawiciele gatunku w Polsce.
We wrześniu 2013 roku rozpoczęto budowę Odrarium – kompleksu basenów przedstawiającego faunę i florę Odry. Jest to pierwsza ekspozycja w Polsce pokazująca ekosystem rzeczny. 26 października 2014 roku otwarto Afrykarium.
Liczba zwiedzających w 2013 – 2014 wynosiła około 600 tysięcy osób rocznie, w 2017 i 2018 r. Zoo odwiedzało po około 1,6 mln osób.
We wrześniu 2015 w ogrodzie zoologicznym doszło do śmiertelnego wypadku, kiedy to tygrys sumatrzański zaatakował opiekuna sprzątającego wybieg.
Sprowadzono nowe i rzadkie gatunki zwierząt m.in.:
ssaki
- mrównik, koczkodan górski, talapoin północny, żyrafa siatkowana, kanczyl filipiński, kuna żółtogardła, tygrys sumatrzański, mangusta wąskosmuga, lemur alaotrański, polatucha olbrzymia, sajmiri, magot, kama, lew angolski, arui libijskie, takin mishmi, daniel mezopotamski, jeleń Alfreda, wielkomysz filipińska, jelarang[49], mundżak indyjski[50], nosorożec indyjski[51], hulman, jelonek czubaty[52], kotik afrykański[53], urson[54], stepojeż uszaty[49], gundia[55], okapi leśne, gibon białopoliczkowy, gibon czapnik, pekari Wagnera[56], kolczatka australijska[57]

ptaki
- żuraw mandżurski, żuraw rajski, szpak balijski, kaczka madagaskarska, bajkałówka, papuzica duża, nandu plamiste, tukan czerwonodzioby, zeberka timorska, nierozłączka czarnolica, kraska zwyczajna, epoletówka, ara szafirowa, syczek filipiński, toko nosaty

gady
- żółw słoniowy, żółw MacCorna, żółw świątynny, wąż mangrowy, waran czarny, jajożer, kameleon Mellera, terekaj

R. Ratajszczak zrezygnował z pracy i z końcem lutego przestał być prezesem wrocławskiego ogrodu.

### Joanna Kasprzak(od 1 III 2022 do 26 VII 2024)
1 marca 2022 prezesem wrocławskiego ogrodu zoologicznego została J. Kasprzak. Jednocześnie z kompetencji prezesa wyłączono programy hodowlane zwierząt, przekazując je Mirosławowi Piaseckiemu. Z dniem 21 kwietnia 2024 roku rozwiązano stosunek pracy Mirosława Piaseckiego. Zatrudnienie Joanny Kasprzak zakończyło się 26 lipca 2024 roku.

### Sergiusz Kmiecik(od 26 VII 2024 do 23 X 2024)
Sergiusz Kmiecik kierował ogrodem zoologicznym jako pełniący obowiązki dyrektora zarządzającego od 26 lipca do 23 października 2024 r. do czasu wyboru nowego dyrektora.

### Tomasz Jóźwik(od 24 X 2024)
Na dyrektora wybrano Tomasza Jóźwika, który pełni tę funkcję od 24 października 2024 r.

## Sukcesy hodowlane
W 1897 roku we Wrocławiu urodził się tapir malajski. Był to pierwszy tapir narodzony w historii ogrodów zoologicznych.
16 sierpnia 2010 r. urodził się samiec hipopotama karłowatego. Jest to drugi potomek Elpuni (przywieziona z Krakowa) i Carlosa (przywieziony z Paryża). Pierwszym była Psotka urodzona 7 czerwca 2009. Kolejne młode wrocławskiej pary hipopotamów karłowatych – samiczka Luna, przyszła na świat 8 października 2012 r.
Na początku 2012 roku we wrocławskim ogrodzie zoologicznym wykluł się syczek filipiński. Jest to pierwszy na świecie przychówek tego gatunku uzyskany poza Filipinami.
Hodowla żyraf siatkowanych we Wrocławskim Ogrodzie zoologicznym rozwija się bardzo dobrze. Młode stado (samiec i 3 samice) doczekało się już 4 potomstwa. W kwietniu 2012 r. przyszła na świat samica Nzuri – pierwszy urodzony w Polsce przedstawiciel tego podgatunku żyrafy. W 2013 r. grupa powiększyła się o 3 osobniki urodzone w okresie od sierpnia do grudnia: samicę Subirę, samca Iroko i samca Nino.
We wrocławskim Zoo w marcu 2018 roku urodził się po raz pierwszy na świecie w niewoli kuskusiec niedźwiedzi.
We wrocławskim Zoo znajduje się 90% światowej populacji dzioborożca palawańskiego żyjącej w niewoli. W sierpniu 2019 roku urodziło się czwarte z kolei pisklę.
W 2018 i 2019 roku urodziły się samice, a w 2020 roku samiec manata karaibskiego. Wiosną 2020 roku urodziły się dwa takiny złote, jego hodowlę prowadzi tylko 13 zoo na świecie. W maju 2020 urodziła się samica tygrysa sumatrzańskiego. W czerwcu na świat przyszły 2 gnu białobrode, wrocławskie zoo jest jedynym w Polsce oraz jednym z 28 zoo na całym świecie, które prowadzi ich hodowlę. 15 września 2020 roku urodził się leniwiec dwupalczasty. 26 listopada 2020 urodził się kanczyl filipiński – wrocławskie zoo jako pierwsze na świecie uchwyciło na kamerze poród przedstawiciela tego gatunku. W zoo wykluły się też dwa szpaki balijskie, gatunek uznawany za wymarły w naturze. W akwarium wrocławskiego zoo urodziły się 4 orlenie omańskie, zoo we Wrocławiu jako jedyne w Polsce prowadzi ich hodowlę.
20 lipca 2020 na świat przyszedł po raz trzeci we Wrocławiu (poprzednio w 2018 i w 2019) kuskusiec niedźwiedzi, spotkać go można jedynie w 4 ogrodach zoologicznych.
W styczniu w 2021 urodziła się samiczka nosorożca indyskiego, jego hodowlę prowadzi tylko 66 ogrodów na całym świecie. 4 marca 2021 przyszła na świat mała żyrafka siatkowana, córka Imary i Rafikiego o imieniu Inuka. 16 maja na świat przyszedł kotik afrykański, jego rodzicami są  Nabi i Nelson.

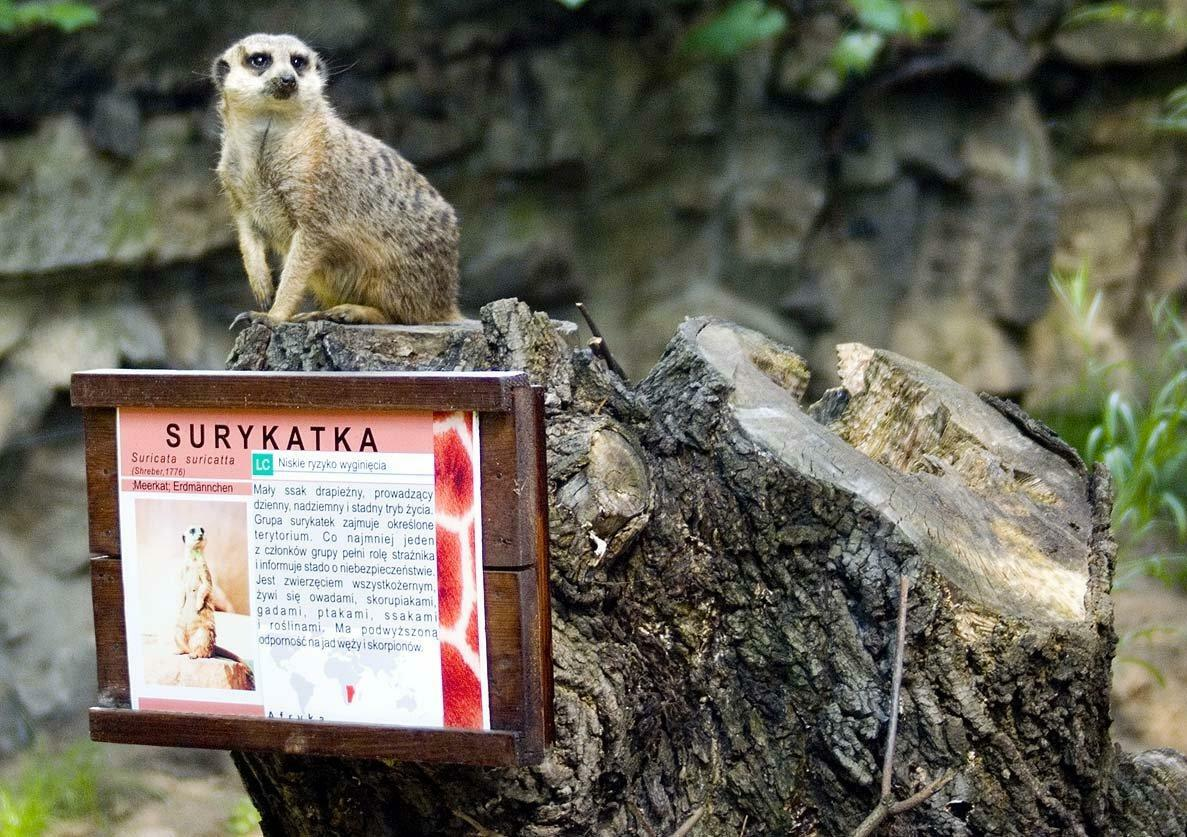
Surykatka
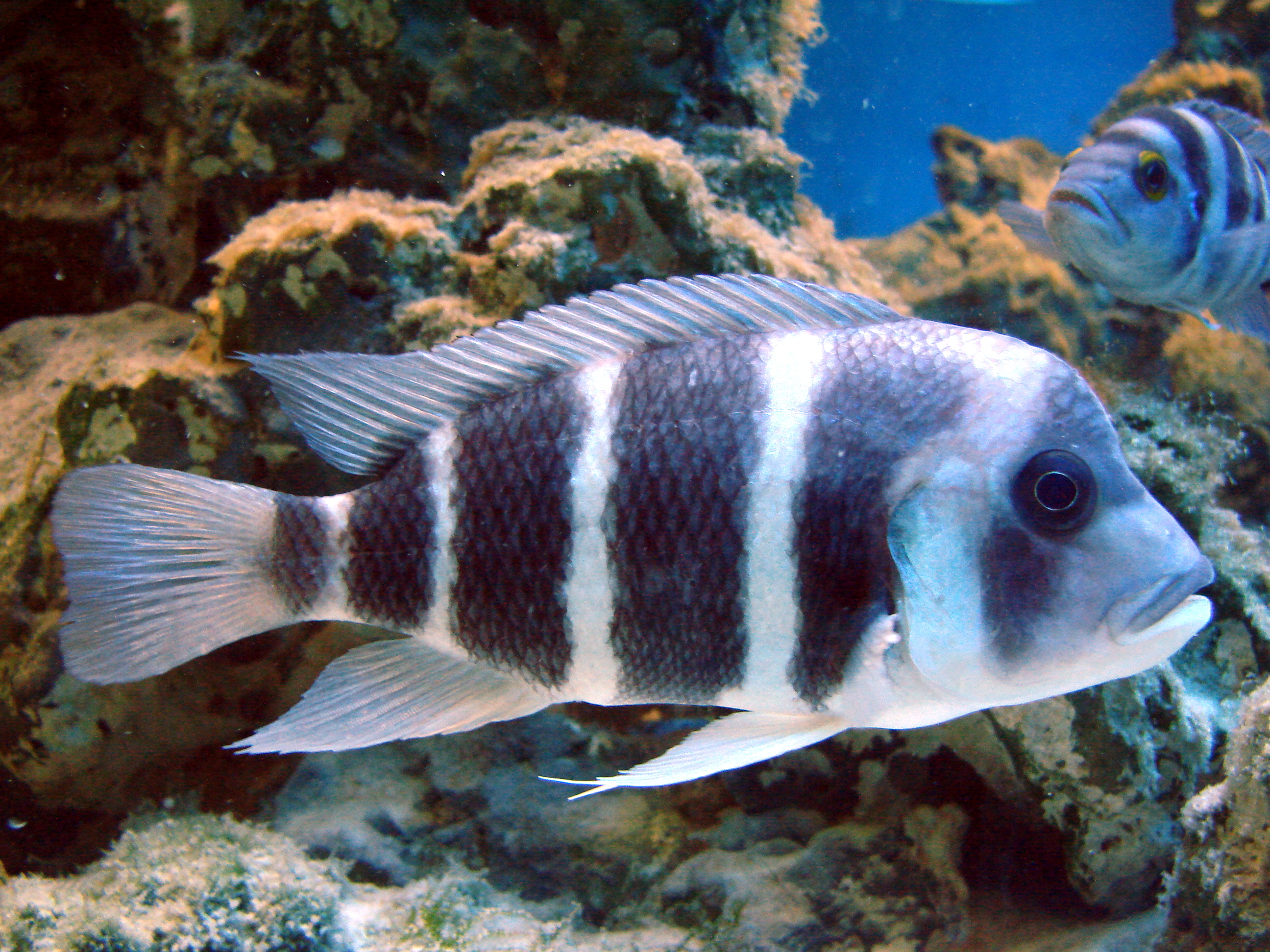
Pyszczak hełmiasty (Cyphotilapia frontosa) we wrocławskim zoo
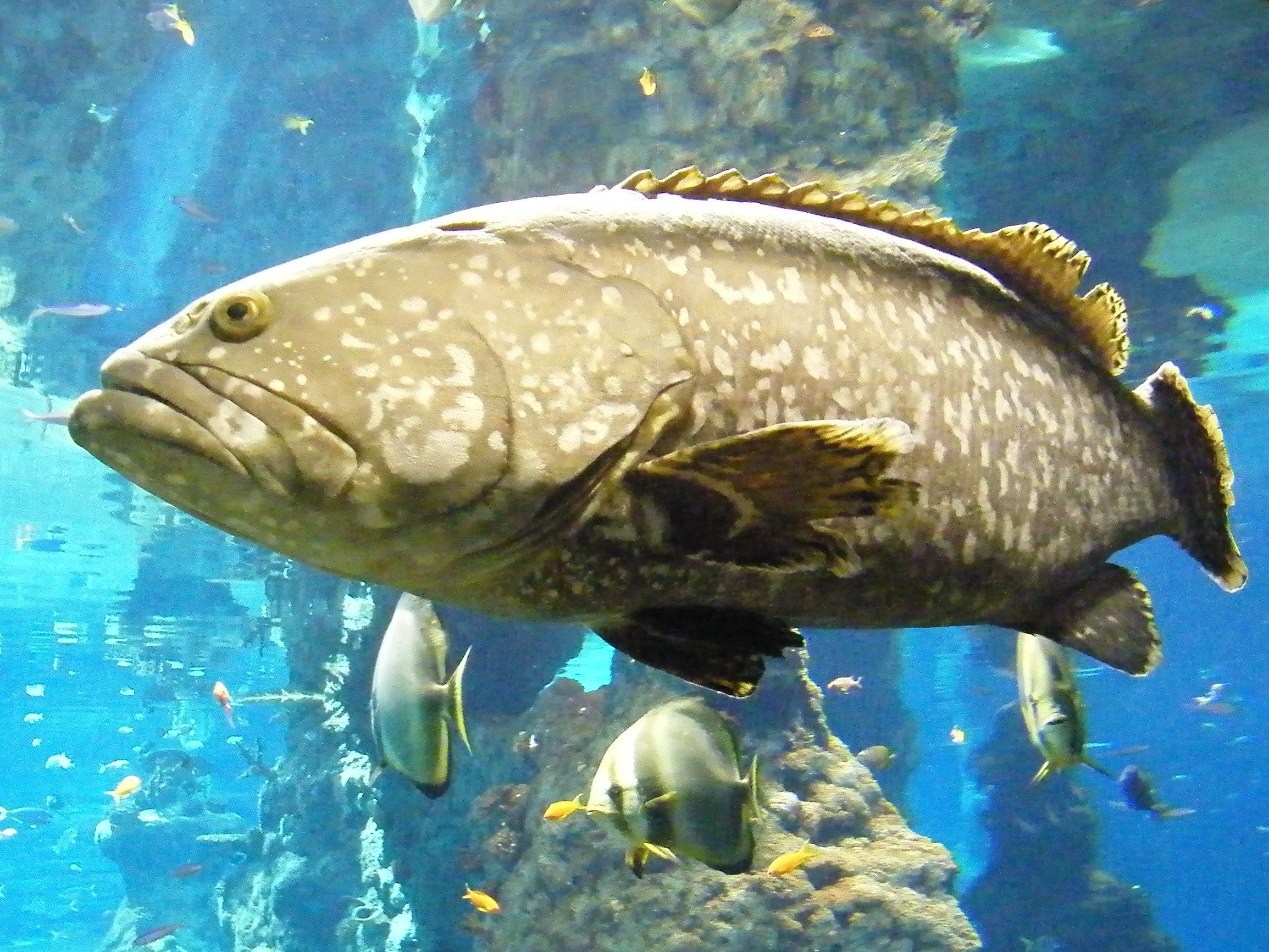
Itajara goliat
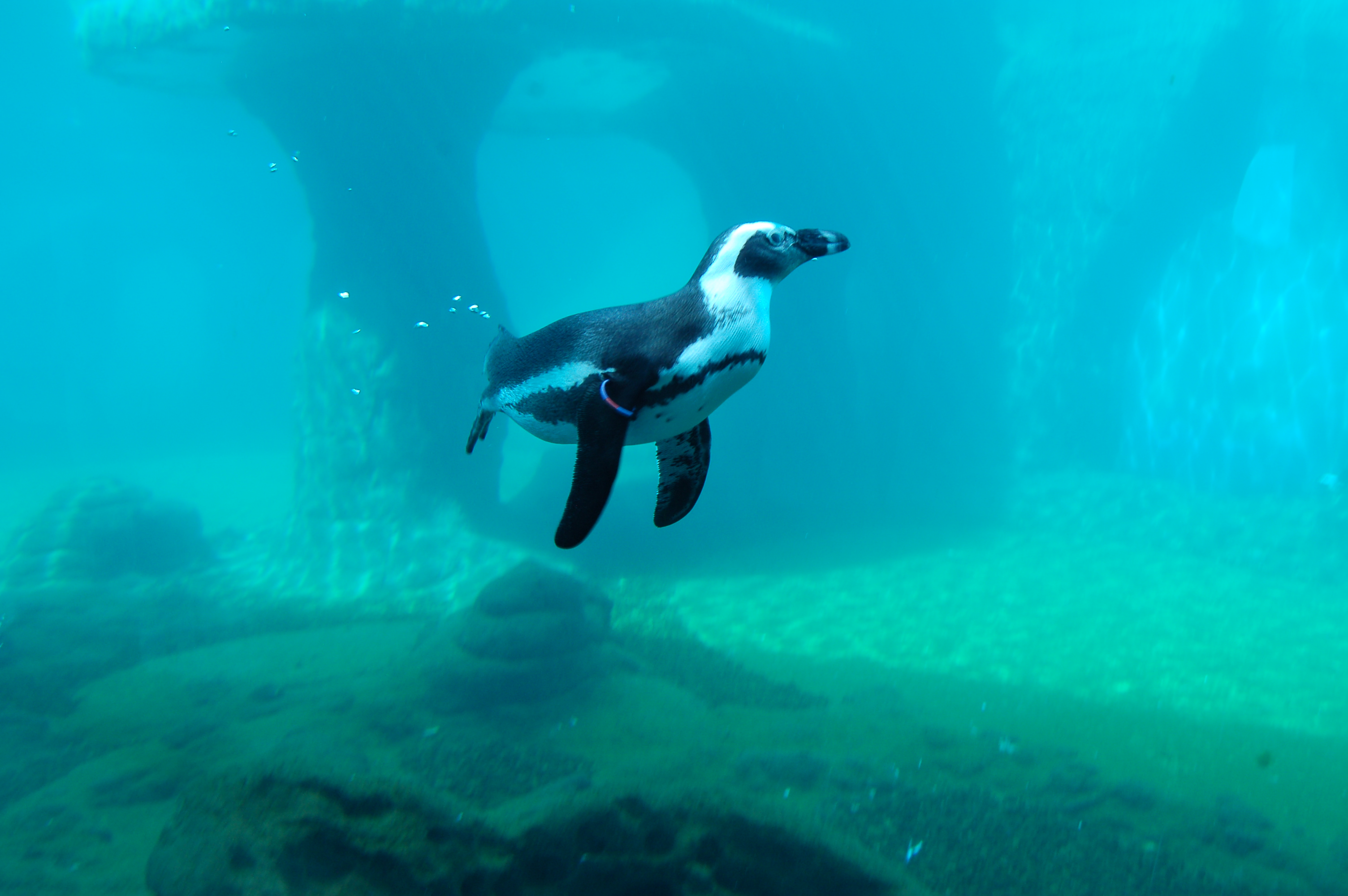
Pingwin

## Nowe obiekty

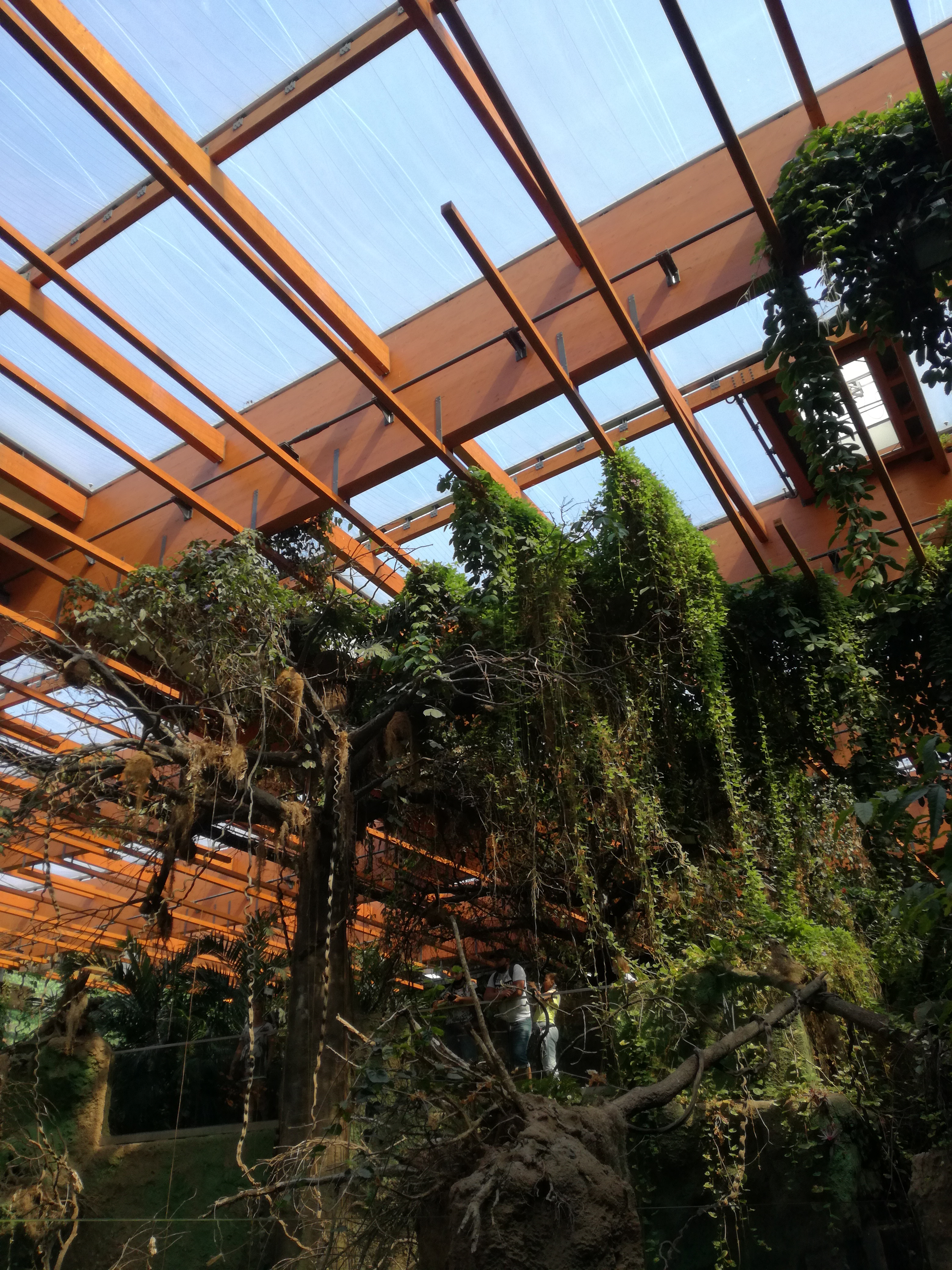
Tropikalne rośliny we wnętrzu Afrykarium

- wybieg dla niedźwiedzi brunatnych – największy obiekt tego typu w Polsce, zajmujący powierzchnię ok. 1,2 ha[88]
- wybiegi dla rysi i żbików – otwarte w 2012, mieszczą się w europejskiej części zoo[89]
- fokarium – basen o pojemności prawie 1000 m³ z nowoczesnym systemem filtracji i panelami akrylowymi umożliwiającymi widok podwodny[88]
- Pawilon Terai – budynek z wybiegami zewnętrznymi i klatką zamieszkiwany przez nosorożce indyjskie, gibony czapniki, mundżaki i jelarangi[90]
- Pawilon Madagaskaru – pawilon z halą wolnych lotów i ekspozycją nocną będący domem dla fauny i flory Madagaskaru (m.in. lemury wari rude, lemury alaotrańskie, lemurki myszate, tenreki zwyczajne)[88]
- Tajemnice Sahary – budynek, w którym eksponowane są zwierzęta z największej pustyni świata (m.in. dromedary, fenki, stepojeże uszate, gundie, oryksy szablorogie, perlice sępie, arui libijskie)[88]
- Pagoda Gibonów – oddany w 2008 pawilon jest zajmowany przez parę gibonów białopoliczkowych i kanczyle filipińskie
- Pawilon Sajmiri – wyremontowany budynek starej przepompowni zamieszkuje grupa sajmiri wiewiórczych – małych małp z Ameryki Południowej; Pawilon Sajmiri i Pagoda Gibonów połączone są z wyspami będącymi zewnętrznymi wybiegami dla naczelnych[91]
- terrarium – budynek powstał już w 1885 r.[88], ale w jego wnętrzu stale zachodzą zmiany; najbardziej charakterystyczne z nich to powstanie Varzei – terrarium przedstawiającego zalany las Amazonii (2012)[92] oraz motylarni (2008)[88]
- Rancho – przedłużenie dziecińca zwierzęcego zamieszkiwane przez kuce szetlandzkie, haflingery i osły Poitou[93]
- Pawilon okapi i świń rzecznych – budynek z trzema wybiegami zewnętrznymi i zimową biegalnią dla okapi oraz wybiegiem zewnętrznym dla świń rzecznych[94]
- Odrarium
- Afrykarium – kompleks budynków wraz z oceanarium prezentujący zwierzęta Afryki

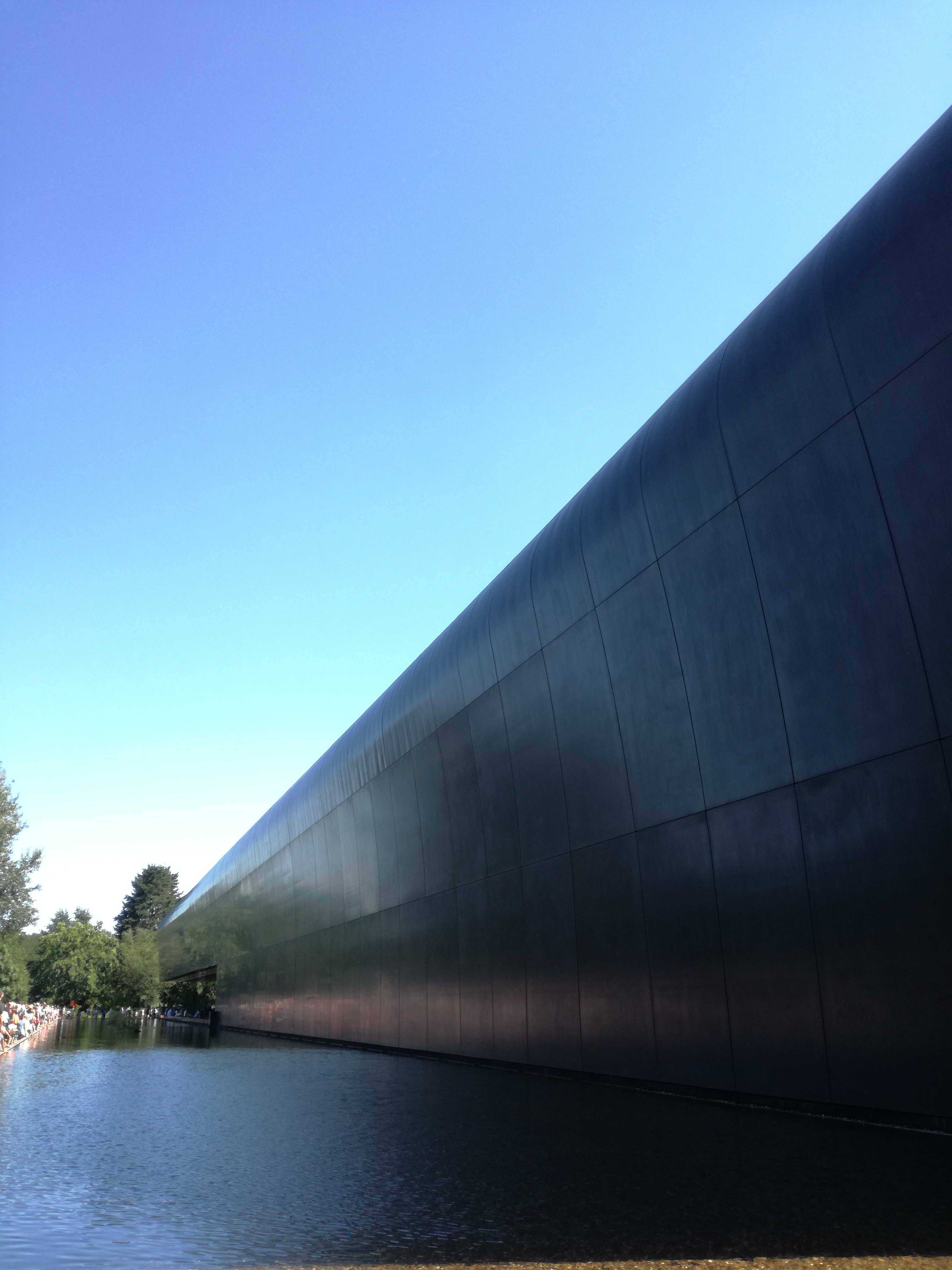
Afrykarium od zewnątrz
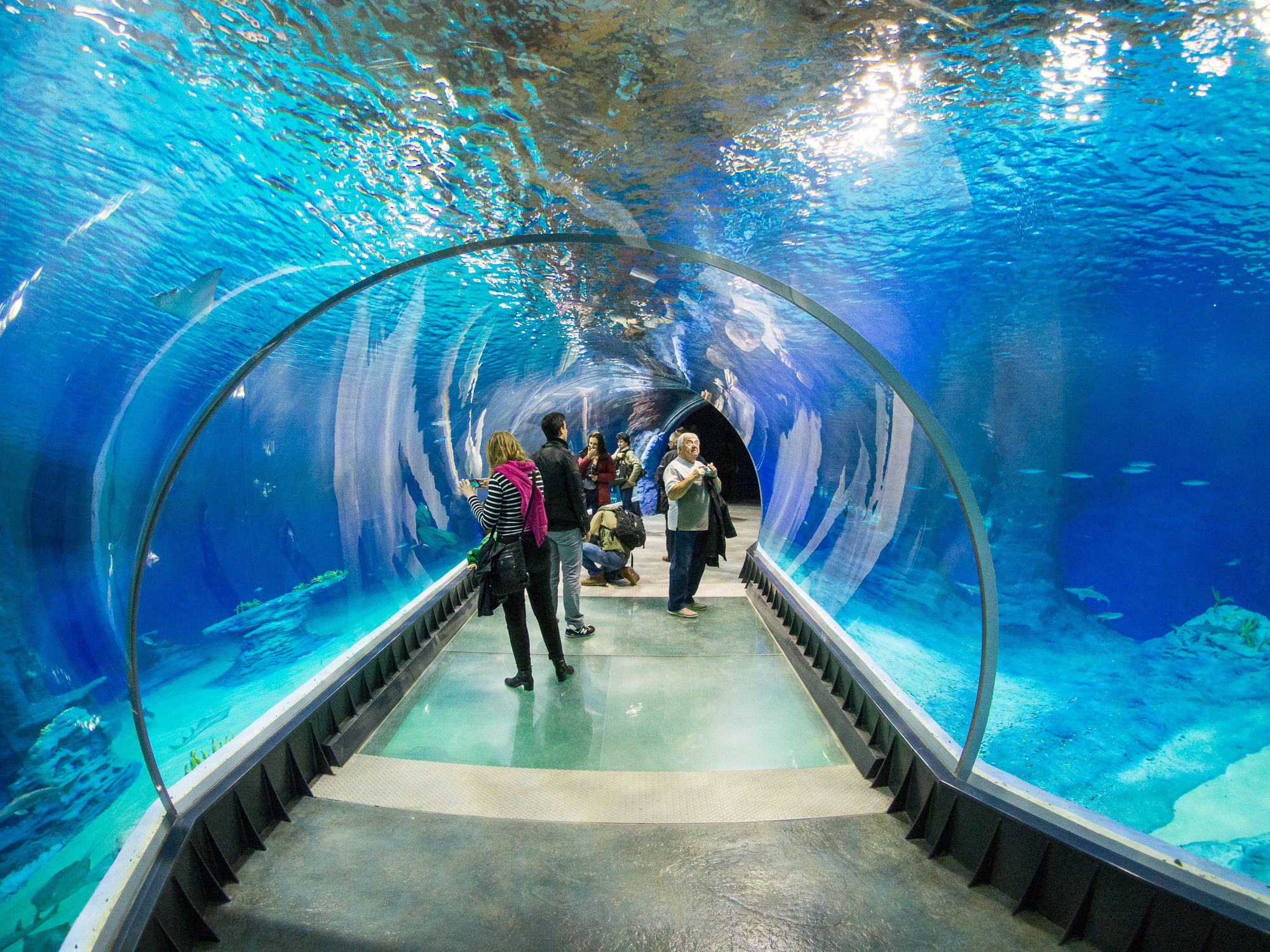
Podwodny tunel Afrykarium
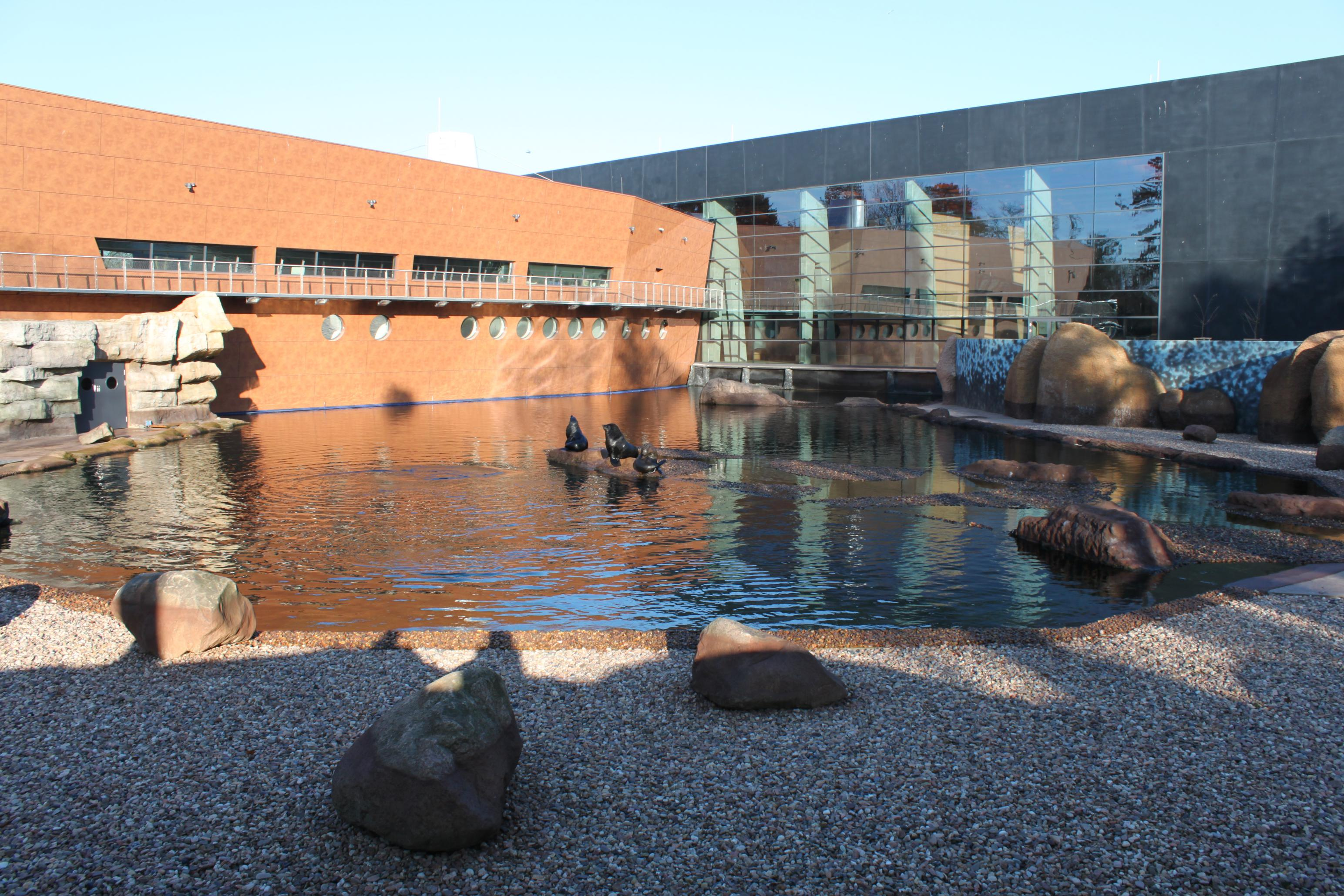
Dziedziniec Afrykarium
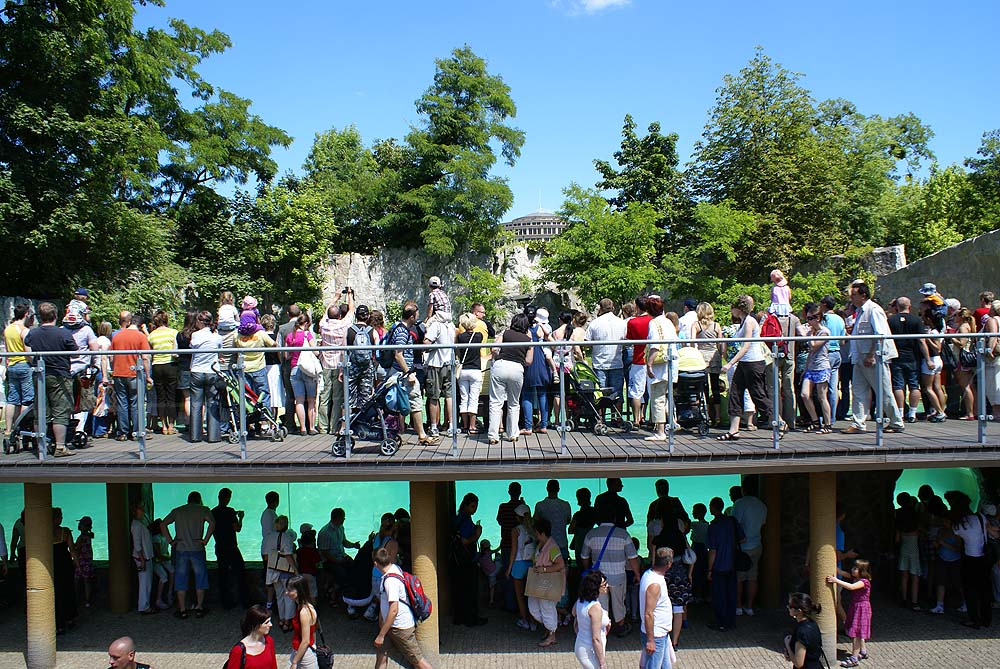
Fokarium

## Wyróżnienia
Ogród wpisano do prestiżowych stowarzyszeń – Światowego Stowarzyszenia Ogrodów Zoologicznych i Akwariów oraz Europejskiego Stowarzyszenia Ogrodów Zoologicznych i Akwariów.

## Wrocławski ogród zoologiczny w kulturze
- Wrocławskiemu Zoo poświęciła opowiadanie pt. „Poranek w Ogrodzie Zoologicznym” (pierwsze wydanie 1949) Maria Dąbrowska[29]
- W okresie 1971–2001 transmitowano w ogólnopolskiej telewizji program popularyzatorski o zwierzętach z wrocławskiego Zoo pt. Z kamerą wśród zwierząt